# 九十九王子 (田辺市・上富田町)
本項目では、和歌山県田辺市・上富田町内に所在する九十九王子（くじゅうくおうじ）について述べる。

## 九十九王子とは
九十九王子（くじゅうくおうじ）とは、熊野古道、特に紀伊路・中辺路沿いに在する神社のうち、主に12世紀から 13世紀にかけて、皇族・貴人の熊野詣に際して先達をつとめた熊野修験の手で急速に組織された一群の神社をいい、参詣者の守護が祈願された。
しかしながら、1221年（承久3年）の承久の乱以降、京からの熊野詣が下火になり、そのルートであった紀伊路が衰退するとともに、荒廃と退転がすすんだ。室町時代以降、熊野詣がかつてのような卓越した地位を失うにつれ、この傾向はいっそう進み、近世紀州藩の手による顕彰も行なわれたものの、勢いをとどめるまでには至らなかった。さらに、明治以降の神道の国家神道化とそれに伴う合祀、市街化による廃絶などにより、旧社地が失われたり、比定地が不明になったものも多い。
本記事では、これら九十九王子のうち、比定地が和歌山県田辺市・上富田町に推定される王子を扱う。

## 田辺市・上富田町の九十九王子
田辺市・上富田町内の九十九王子は9社。稲葉根王子は別項参照。

### 芳養王子(芳養大神社)

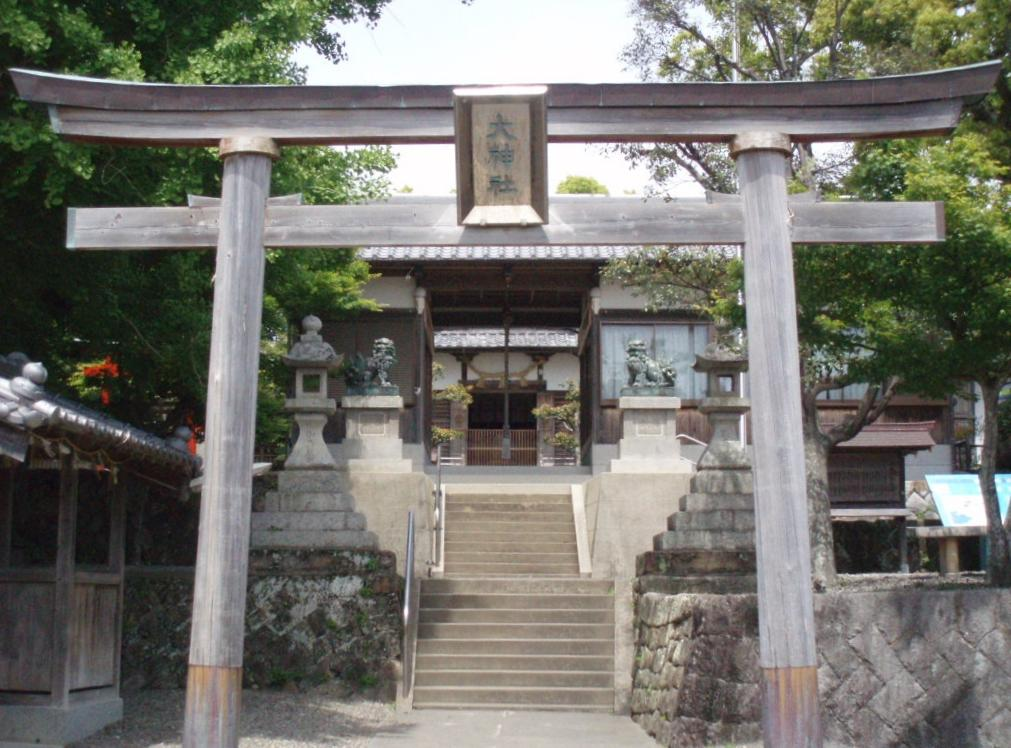
鳥居

芳養王子（はやおうじ）は、芳養川河口東岸の砂丘上に位置する。寛政4年（1792年）付の古記録『田辺領神社書上帳』によれば 本地仏は十一面観音。
『中右記』天仁2年（1109年）10月22日条に「早王子」の名で登場し、奉幣や納経を行ったとある。以後、「熊野道之間愚記」（後鳥羽院参詣記、『明月記』所収）建仁元年（1201年）10月12日条に「ハヤ王子」、『民経記』承元4年（1210年）4月27日条に「羽屋」、仁和寺蔵の14世紀の文書『熊野縁起』には「羽野」、文明5年（1473年）の『九十九王子記』に「ハヤ」などの記載が見られるが、『紀伊国名所図会』や『紀伊続風土記』といった近世の記録では「芳養」の表記が多い。
しかし、『和歌山県聖蹟』に収められた社蔵棟札の記録によれば、正和3年（1314年）付で「再興若一王子権現堂紀州牟婁郡芳養村鎮座」とあり、芳養の鎮守として崇敬されていたことのほか、既に中世より若一王子とも呼ばれていたことが分かる。
明治期の神仏分離の際にいくどか改称した後、1872年 （明治5年）に、現行の大神社（おおじんじゃ）の社名になった。和歌山県指定史跡（1958年〈昭和33年〉4月1日指定）。

### 出立王子
出立王子（でだちおうじ）は、芳養王子を発ち、古道を南下して国道42号および紀勢本線沿いに進み、天神崎を過ぎた会津川河口手前の上野山台地の中腹南側にある。田部(たべ、たのべ)王子（後の「たなべ」）とも呼ばれた。前出の『田辺領神社書上帳』によれば本地仏は十一面観音とされる。
『中右記』天仁2年（1109年）10月22日条に「次行田之陪、於王子社又奉幣」とあり、「熊野道之間愚記」建仁元年（1201年）10月12日条には「出立王子」、『民経記』承元4年（1210年）4月27日条に「田部王子」とある。
当地での塩垢離（潮垢離）の儀式は特に重視された。塩垢離とは「海水を浴びて身の穢れを祓う儀式」のことで、中辺路へ向かう者は塩水を浴び、海に別れを告げた。
この儀式が行われたのは、田辺市江川町の西方海浜で、古くは「塩垢離浜」、「出立浜」と称された。中世の参詣記に「塩古利」（『中右記』）、「塩コリ」（「熊野道之間愚記」）、「潮御浴並御禊」「浴潮」（『民経記』）などとたびたび登場する。その後も『熊野縁起』参詣之間作法条に、この儀式の由緒を役行者の熊野詣に求める記述や、応永34年（1427年）の『熊野詣日記』8月25日条などにも見られる。しかし、この頃の史料からは、先達らにとっても儀式の意義や作法が不確かになっている様子が分かる。
中世熊野詣の頃の鎮座地は定かではないが、江戸時代にはおおむね会津川河口付近にあったと見られる。1872年（明治5年）に村社に列格されるが、1907年（明治40年）に田辺市元町(現在の田辺市上の山)の八立稲（やたちね）神社に合祀され、以来同神社の境外摂社である。かつては社地が土塀で囲まれていたが、1968年（昭和43年）に近隣の小学校の改築工事の際に、工事車両の乗り入れの障害になるとして取り壊され、後にブロック塀にて再建されたため、古い土塀はわずかしか残されていない。かつて潮垢離で使われていた浜も1920年（大正9年）から1921年（大正10年）にかけて埋め立てられて公園になり、跡地に「潮垢離浜旧跡」碑が建っている。王子社址は和歌山県指定史跡（1958年〈昭和33年〉4月1日指定）。

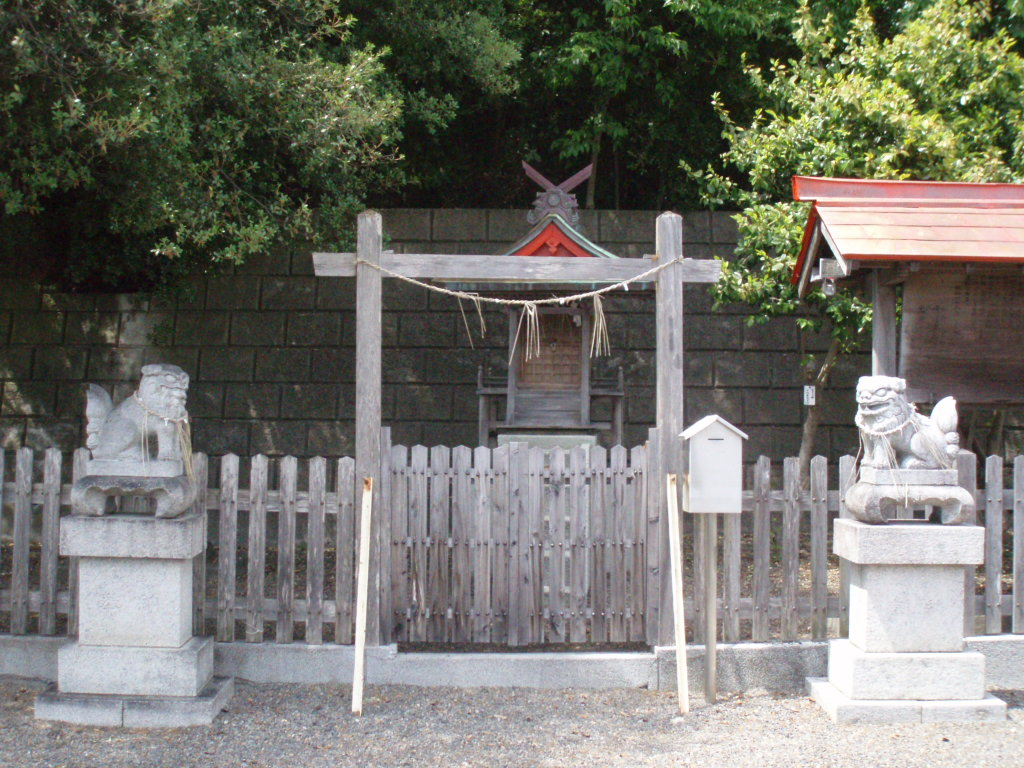
社祠
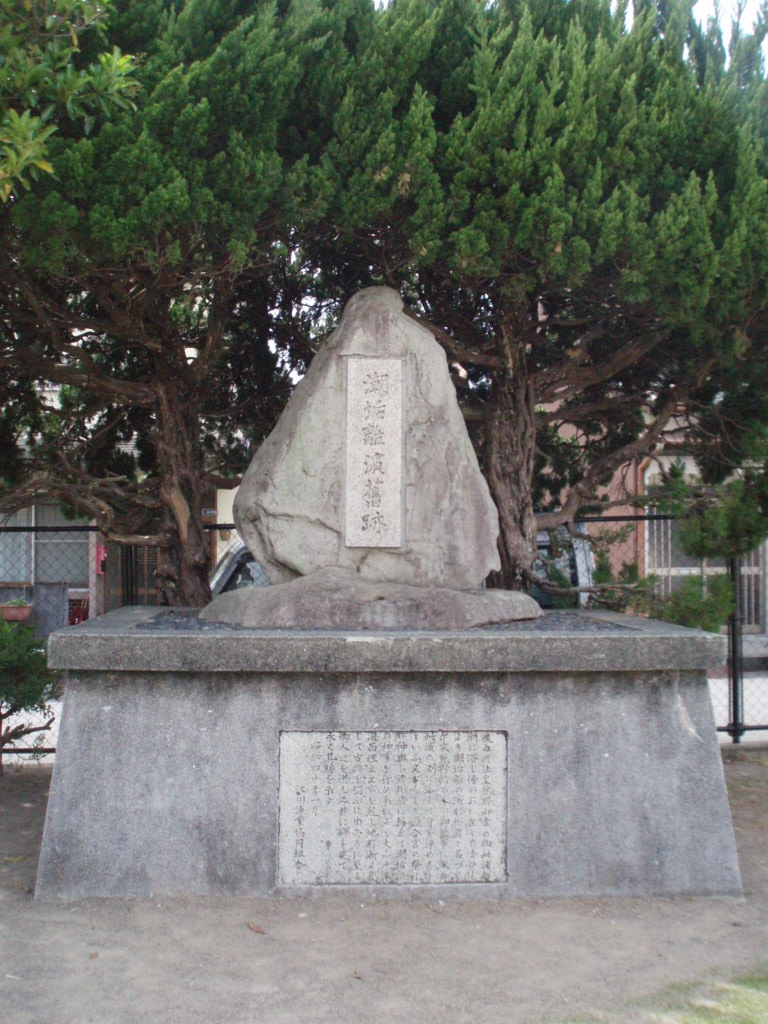
「潮垢離浜旧跡」碑

### 秋津王子
秋津王子（あきつおうじ）は、会津川河口にかかる龍神橋の付近の旧柳原村周辺にあったと見られるが、水害のために会津川左岸沿いの南側、安井宮旧地笠松跡碑（田辺市下万呂字落合719）が現在建つあたりに移転した（『紀伊続風土記』）。元禄6年（1693年）付の社蔵の棟札には「当社本在于柳原村三遷而勧請今安井村」とあり、移転が繰り返されたことが分かる。
史料上の初出は「熊野道之間愚記」建仁元年（1201年）10月13日条の「参秋津王子」とあるもので、『中右記』天仁2年の参詣記に見えないことから、この間に祀られたものと見られている。この後、『熊野縁起』に「秋津」、『九十九王子記』に「アキツ」の記述が見られる。
幾つかの近世の史料によれば、奥行22間・幅11間の社地には神社林があり、社殿の傍らには八百万神拝所なる末社があり、若一王子ないし若一王子権現と呼ばれた。本地仏は十一面観音と伝えられる。
- 所在地 田辺市秋津町43

### 万呂王子
秋津王子を発ち、左会津川沿いに東南に進んだ北岸に、王子屋敷と呼ばれる田圃があり、ここが万呂王子（まろおうじ）である。「熊野道之間愚記」建仁元年（1201年）10月13日条に「超山参丸王子」とあるが、現存地の地形や社殿の向きと一致せず、古くは違う場所にあった可能性もある。江戸時代まで存続したものと見え、『和歌山県聖蹟』には万呂王子に言及した参詣記が引用されている。
- 所在地 田辺市上万呂430-1

### 三栖王子

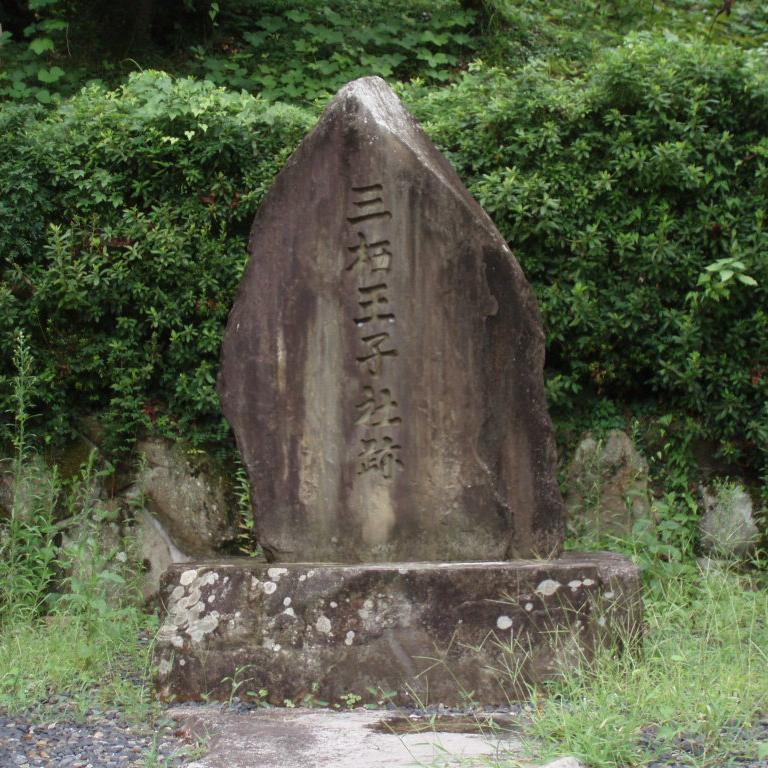
三栖王子碑

万呂王子を発ち、左会津川を東に渡った小高い丘の上にあるのが、三栖王子（みすおうじ、またはミスズ王子〈みすずおうじ〉、三栖山王子〈みすやまおうじ〉とも）である。
『中右記』には見られず、「熊野道之間愚記」建仁元年（1201年）10月13日条に「ミス山王子」とあるのが史料上の初出で、近世には、元禄7年（1694年）付の古記録『田辺領寺社改帳』によれば影見王子（影見王寺）の名で祀られたとある。しかし、熊野古道紀伊路の道筋が潮見峠越えに変化したことにより、メインルートから外れた三栖王子は荒廃したものと見られ、氏神でもないため幕末頃までには荒廃した。村の旧蔵文書によると、寛政4年（1792年）に大工工役三百工をもって再建したとも伝えられるが、紀州藩士児玉荘左衛門が藩命により寛文3年（1663年）から翌々年にかけて領内各地の名所旧蹟を探訪したのを機に再建されたものと、同じ事情によるものであったと見られる。
慶応4年（1868年）5月の水害で社地が崩壊したため、近隣の八坂神社境内に遷祀され、さらに1909年（明治42年）に八坂神社が上三栖の珠簾神社（みすじんじゃ）に合祀され、以後、同神社の境内摂社である旧社地はミカン畑になっており、遺物と三栖山王子社跡碑は丘の上にある。これらの遺物や碑は、近在の報恩寺の住職が散逸を危惧し、保存に努めたものである。田辺市指定史跡（1988年〈昭和63年〉3月5日指定）。
- 所在地 田辺市下三栖444-2

### 八上王子
八上王子（やかみおうじ、やがみおうじ）は、三栖王子から県道上富田南部線沿いに三栖谷峠を越えて坂道を下った、高畑山の山麓にある。前出の『田辺領神社書上帳』によれば、本地仏は十一面観音。
史料上の初見は西行の歌集『山家集』所収の歌の詞書に「八上の王子」とあるもので、『西行物語絵巻』にも当時の社地の様子が描かれている。その後、『明月記』所収の後鳥羽院参詣記建仁元年（1201年）10月13日条に「ヤカミ王子」とあるほか、『熊野縁起』（仁和寺蔵、正中3年〈1326年〉）の道中次第に「八上大岡」の記述が見られる。『明月記』に先立つ『中右記』天仁2年（1109年）10月22日条に、田辺を発ち、 50町ほど進んで「荻生山口」を通過、さらに山を越えて「新王子社」にて奉幣したとあり、距離などから推定して創建されて間もない頃の八上王子のことだと考えられている。
近世に熊野参詣の道筋が潮見峠越えに変化してからは、熊野参詣者の参拝は途絶えたが、宝暦10年（1760年）の聖護院門跡の熊野参詣の際には、下三栖の道端で八上王子の方向に向かって誦経したという（「宝暦十年指出帳」）。
近世を通じて近隣の岡の産土神として崇敬され、『田辺領神社書上帳』によれば、建前5尺5寸四方、表口3間裏口2間の拝殿のほか、末社として若宮・大般若経堂があり、境内は奥行き18間・幅7間であったという。1907年（明治40年）にいったん合祀された後、1915年（大正4年）に八上神社として再び独立した。
八上神社境内は名勝「南方曼荼羅の風景地（2015年〈平成27年10月7日指定）の一部。境内には前述の歌集にちなむ西行歌碑が1916年（大正5年）に建立されたが、風化による損傷が著しいため、1987年（昭和62年）に建てかえられている
例祭は古くは9月9日であったが、現在は毎年11月29日で、十数種におよぶ多彩な獅子舞が演じられる。例祭は「岡の獅子舞」として和歌山県指定無形民俗文化財（1972年〈昭和47年〉4月13日指定）である。

### 一ノ瀬王子
一ノ瀬王子（いちのせおうじ）は、稲葉根王子跡の岩田神社から富田川（岩田川）沿いに進み、一ノ瀬橋を渡った富田川左岸にある。前出の『田辺領神社書上帳』によれば、蛇形の石を神体とし、本山派山伏威徳院が社役を勤めていたという。
史料上には、『明月記』建仁元年（1201年）10月13日条に「一ノ瀬王子」とあるほか、寛喜元年（1229年）の藤原頼資の独参記に「於石田一瀬昼養」、
吉田経俊の『経俊卿記』建長6年（1254年）2月7日条や康元2年（1257年）閏3月28日条に記述が見られる。
一ノ瀬は富田川の渡河点であることから、水垢離の場として重んじられ、『源平盛衰記』巻40の平維盛の熊野詣記にも岩田川にて垢離をとったと記され、『熊野縁起』にも祓の場所と述べられている。その後も、足利義満の側室北野殿の熊野参詣記『熊野詣日記』応永34年（1427年）9月26日条に、中世熊野詣の故事にちなんで垢離をとったとあるほか、文明5年（1474年）の『九十九王子記』にも、その名が見られる。
宝暦14年（1764年）の古記録（興禅寺蔵）によれば、近世初頭に既に廃絶しており、そもながらく不明なままであったが、紀州藩の調査で旧社地が確定され、再興された際の棟札が伝えられている。前出の『田辺領神社書上帳』によれば、建前3尺四方、表口2間・裏口1間の拝殿、境内は奥行き4間・幅3間であったという。1907年（明治40年）、対岸の春日神社に合祀され、以来、小祠と高さ2mほどの石碑が旧社地にのこされている。
旧社地は和歌山県指定史跡（1955年〈昭和33年〉4月1日指定）。
- 所在地 上富田町市ノ瀬小山1592

### 鮎川王子

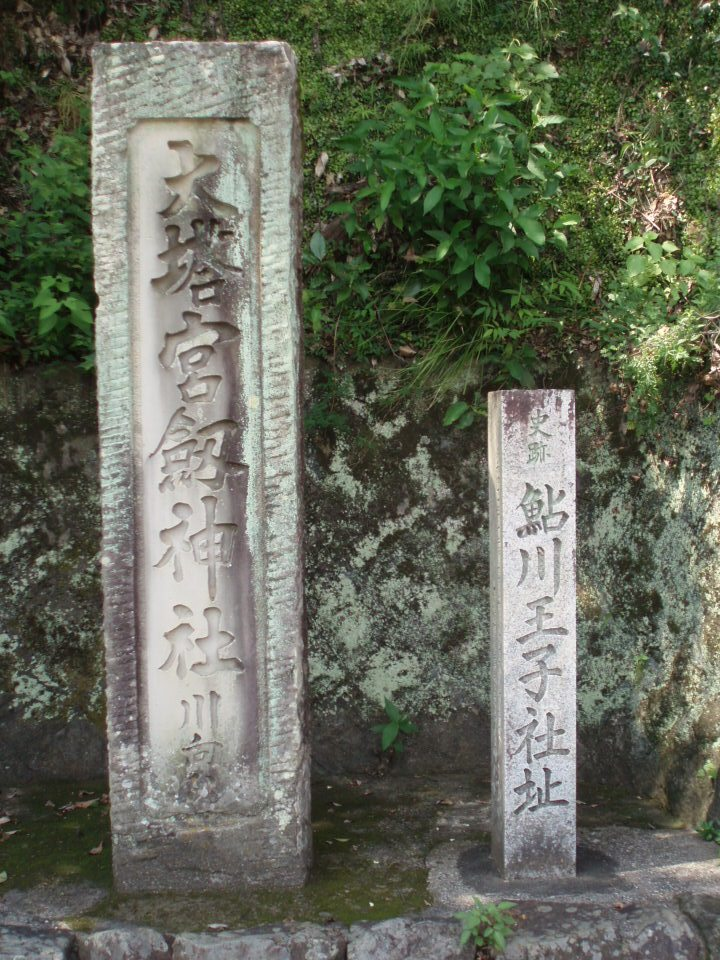
鮎川王子址碑（右）と大塔宮剣神社碑（左）

鮎川王子（あゆかわおうじ、あいかわおうじ）は、一ノ瀬王子から富田川を北上した対岸にある。前出の『田辺領神社書上帳』によれば、冠千早袴着神像を祀り、本山派山伏貴明院が社役を勤めていたという。
『明月記』建仁元年（1201年）10月13日条に「次参アイカ王子」とあり、『熊野縁起』や『九十九王子記』にも「鮎河」との記述が見られる。
1874年（明治7年）に対岸の住吉神社に合祀された際、18世紀前期に建立された本殿も移設されて今日に伝わるが、その後の道路改修により旧社地周辺の往時の面影は完全に失われた。1889年（明治22年）の水害までは、社地の前の河原に「王子田」と呼ばれる水田があり、後背の山は「王子山」「権現山」などと呼ばれたという。
旧社地には鮎川王子碑と大塔宮剣神社碑が建てられている。田辺市鮎川地区は、大塔宮護良親王が元弘の乱で敗北ののち、大塔山中に落ちのびたとする落人伝説の地であり、大塔宮剣神社の創建の由緒は大塔宮にまつわるものであると伝えられている。
鮎川王子跡は和歌山県指定史跡（1966年〈昭和41年〉12月9日指定）。
- 所在地 田辺市鮎川659